# The Greenhornes
The Greenhornes — американская группа, играющая в стиле гаражный рок, из Цинциннати, Огайо.

## История
The Greenhornes начали свою карьеру как Us and Them, сами записывались в четырёх-дорожной студии. Первоначально группа состояла из пяти человек, включая гитариста Брайна Олива и клавишника Джареда Маккини, они дебютировали в 1998, выпустив первый сингл «The End of the Night» при поддержке «No More, » выпущенный на Deary Me Records. В следующем году они выпустили полноценный альбом, «Gun For You». Альбом 2002 года «Dual Mono» вышедший после ухода Олива и Маккини и включающий гитариста Эрика Стейна, теперь гитарист и вокалист The Griefs. К 2003 году группа истратила свои запасы. 2005 год увидел релиз "East Grand Blues", EP "V2 Records", который был спродюсирован детройтским музыкантом Бренданом Бенсоном. Он быстро последовал после объединения и подготовки «Sewed Soles». Сотрудничество с "Holly Golightly", «There Is an End», песня к фильму Джима Джармуша «Сломанные цветы».

## Участники
- Крайг Фокс — соло-гитара, вокал
- Джек Лоуренс — бас-гитара
- Патрик Килер — ударные

## Дискография
Студийные альбомы
- Gun For You (1999)
- The Greenhornes (2001)
- Dual Mono (2002)
- Sewed Soles (2005)
- Four Stars (2010)